# ضباب جنوب شرق آسيا 2009

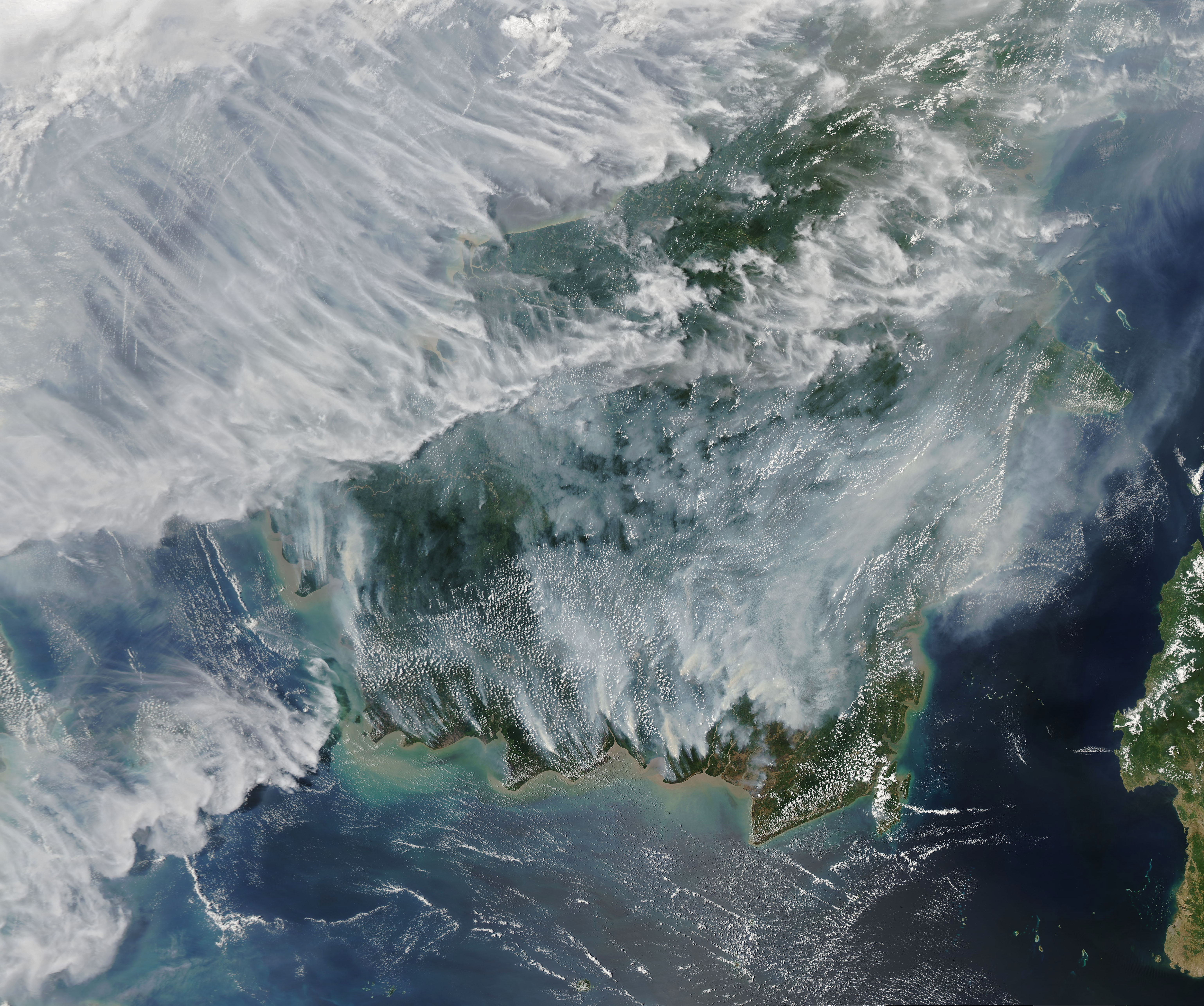
صورة جوية

كان الضباب في جنوب شرق آسيا لعام 2009 حلقةٌ من تلوث الهواء على نطاقٍ واسعٍ بسبب ممارسات القطع والحرق المستخدمة لتطهير الأراضي للأغراض الزراعية في سومطرة بإندونيسيا. أثر هذا الضباب الملوّث على المناطق المحيطة بمضيق ملقا والتي تشمل ماليزيا وسنغافورة إلى جانب إندونيسيا.
بدأ الضباب في أوائل حزيران/يونيو 2009 وازداد سوءًا في شهر يوليو. مع موسم الجفاف السائد الناجِم عن ظاهرة النينو، كان من المتوقع أن يستمر الاحتراق وبالتالي الضباب حتى أغسطس أو سبتمبر عندما حل موسم الرياح الموسمية.

## ماليزيا

### مؤشر تلوث الهواء
| متوسط قراءات مؤشّر تلوث الهواء اليومية في حزيران/يونيو 2009 | متوسط قراءات مؤشّر تلوث الهواء اليومية في حزيران/يونيو 2009 | متوسط قراءات مؤشّر تلوث الهواء اليومية في حزيران/يونيو 2009 | متوسط قراءات مؤشّر تلوث الهواء اليومية في حزيران/يونيو 2009 | متوسط قراءات مؤشّر تلوث الهواء اليومية في حزيران/يونيو 2009 | متوسط قراءات مؤشّر تلوث الهواء اليومية في حزيران/يونيو 2009 | متوسط قراءات مؤشّر تلوث الهواء اليومية في حزيران/يونيو 2009 |
| التاريخ                                                    | جورج تاون                                                  | كوالا لمبور                                                | مدينة ملقا                                                 | جوهور باهرو                                                | كوانتان                                                    | كوتشينغ                                                    |
| ---------------------------------------------------------- | ---------------------------------------------------------- | ---------------------------------------------------------- | ---------------------------------------------------------- | ---------------------------------------------------------- | ---------------------------------------------------------- | ---------------------------------------------------------- |
| 1                                                          | بيانات غير متوفرة                                          | 57                                                         | 51                                                         | 41                                                         | 65                                                         | 29                                                         |
| 2                                                          | 40                                                         | 73                                                         | 52                                                         | 46                                                         | 41                                                         | 39                                                         |
| 3                                                          | 31                                                         | 73                                                         | 47                                                         | 38                                                         | 43                                                         | 27                                                         |
| 4                                                          | 39                                                         | 46                                                         | 31                                                         | 33                                                         | 44                                                         | 35                                                         |
| 5                                                          | 34                                                         | 44                                                         | 45                                                         | 34                                                         | 41                                                         | 35                                                         |
| 6                                                          | 40                                                         | 40                                                         | 47                                                         | 47                                                         | 43                                                         | 28                                                         |
| 7                                                          | 58                                                         | 76                                                         | 51                                                         | 40                                                         | 39                                                         | 28                                                         |
| 8                                                          | 30                                                         | 67                                                         | 60                                                         | 54                                                         | 47                                                         | 36                                                         |
| 9                                                          | 28                                                         | 98                                                         | 56                                                         | 56                                                         | 52                                                         | 31                                                         |
| 10                                                         | 37                                                         | 67                                                         | 58                                                         | 52                                                         | 53                                                         | 45                                                         |
| 11                                                         | 40                                                         | 69                                                         | 65                                                         | 45                                                         | 48                                                         | 30                                                         |
| 12                                                         | 35                                                         | 108                                                        | 63                                                         | 55                                                         | 41                                                         | 28                                                         |
| 13                                                         | 30                                                         | 80                                                         | 44                                                         | 41                                                         | 46                                                         | 51                                                         |
| 14                                                         | 20                                                         | 64                                                         | 53                                                         | 51                                                         | 47                                                         | 31                                                         |
| 15                                                         | 20                                                         | 56                                                         | 40                                                         | 40                                                         | 38                                                         | 37                                                         |
| 16                                                         | 34                                                         | 51                                                         | 42                                                         | 48                                                         | 49                                                         | 22                                                         |
| 17                                                         | 44                                                         | 61                                                         | 53                                                         | 42                                                         | 44                                                         | 34                                                         |
| 18                                                         | 55                                                         | 58                                                         | 49                                                         | 36                                                         | 44                                                         | 39                                                         |
| 19                                                         | 62                                                         | 51                                                         | 49                                                         | 59                                                         | 42                                                         | 46                                                         |
| 20                                                         | 68                                                         | 61                                                         | 47                                                         | 41                                                         | 42                                                         | 36                                                         |

  0-50 جيد 51-100 متوسط 101-200 غير صحي 201-300 غير صحي للغاية 301- خطير